# 兜葉蔓蘚
兜葉蔓蘚（学名：Meteorium cucullatum）为蔓蘚科蔓蘚屬下的一个种。